# Hypolimnas antigone
Hypolimnas antigone är en fjärilsart som beskrevs av Pieter Cramer 1779. Hypolimnas antigone ingår i släktet Hypolimnas och familjen praktfjärilar. Inga underarter finns listade i Catalogue of Life.